# Плачеща корона
Дърветата с плачеща корона (на латински: Pendula) се характеризират с меки, отпуснати клонки. Тази характеристика може да доведе до огъната корона и висящи клони, които могат да се спускат към земята. Докато „плачещата“ корона се среща в природата, повечето плачещи дървета са култивирани сортове. Поради формата си плачещите дървета са популярни в озеленяването; като цяло те се нуждаят от много място и като самотни имат по-изразен ефект. Има над 100 различни вида плачещи дървета. Някои дървета, като черешата, имат различни плачещи сортове. Известни са около 550 плачещи сорта в 75 различни рода, въпреки че много от тях вече са изчезнали от култивирането.

## Списък на плачещите дървета

### Иглолистни дървета
- Cedrus atlantica 'Glauca Pendula', Weeping Blue Atlas Cedar
- Cupressus nootkatensis 'Pendula', Weeping Nootka Cypress
- Cupressus nootkatensis 'Pendula Vera', True Weeping Nootka Cypress
- Cupressus sempervirens 'Pendula', Weeping Mediterranean Cypress
- Juniperus virginiana 'Pendula', Weeping Eastern Red Cedar
- Juniperus scopulorum 'Tolleson's Blue Weeping', Tolleson's Blue Weeping Juniper
- Larix decidua 'Pendula', Weeping European Larch
- Picea abies 'Inversa', Inversed Norway Spruce
- Picea abies 'Pendula', Weeping Norway Spruce
- Picea breweriana, Brewer's Weeping Spruce
- Picea glauca 'Pendula', Weeping White Spruce
- Picea omorika 'Pendula', Weeping Serbian Spruce
- Pinus strobus 'Pendula', Weeping Eastern White Pine
- Pinus patula, Mexican Weeping Pine
- Sequoiadendron giganteum 'Pendulum', Weeping giant sequoia

### Широколистни дървета
- Плачеща черешаAcer campestre 'Eastleigh Weeping', Weeping Eastleigh Field Maple
- Acer campestre 'Pendulum', Weeping Field Maple
- Acer campestre 'Puncticulatum', Weeping Speckled Field Maple
- Acer negundo 'Pendulum', Weeping Boxelder Maple
- Acer platanoides 'Pendulum', Weeping Norway Maple
- Acer pseudoplatanus 'Pendulum', Weeping Sycamore
- Aesculus (Carnea Group) 'Pendula', Weeping Red Horse Chestnut
- Amorpha fruticosa 'Pendula', Weeping Desert False Indigo
- Aspidosperma quebracho-blanco 'Pendula', Weeping White Quebracho
- Betula pendula 'Youngii', Young's Weeping Birch
- Betula pubescens 'Pendula', Weeping Downy Birch
- Betula pubescens 'Pendula Nana', Gazebo Downy Birch
- Cercidiphyllum japonicum 'Pendulum', Weeping Katsura
- Fagus sylvatica 'Pendula', Weeping Beech
- Ficus benjamina, Weeping Fig
- Fraxinus angustifolia 'Pendula Vera', True Weeping Narrow-leafed Ash
- Fraxinus excelsior 'Pendula', Weeping Ash
- Ilex aquifolium 'Pendula', Weeping Holly
- Malus 'Louisa', 'Louisa' Weeping Crabapple
- Melaleuca leucadendra, Weeping Tea tree
- Morus alba 'Chaparral', 'Chaparral' weeping Mulberry
- Prunus itosakura 'Pendula' (syn. Prunus spachiana 'Pendula'), Weeping Japanese Cherry
- Prunus itosakura 'Pendula Rosea' (syn. Prunus spachiana 'Pendula Rosea'), Weeping Spring Cherry
- Prunus itosakura 'Pendula Rubra' (syn. Prunus spachiana 'Pendula Rubra'), Red Weeping Spring Cherry
- Prunus mume 'Pendula', Weeping Flowering Apricot
- Prunus × subhirtella 'Pendula Plena Rosea', Weeping Higan Cherry
- Pyrus salicifolia 'Pendula', Weeping Willow-leaved Pear
- Salix babylonica 'Babylon', Weeping Willow
- Salix Sepulcralis Group 'Chrysocoma', Golden weeping Willow
- Styphnolobium japonicum 'Pendulum', Weeping Pagoda Tree
- Tilia tomentosa 'Petiolaris', Weeping silver Linden
- Ulmus glabra 'Camperdownii', Camperdown Elm
- Waterhousea floribunda 'Sweeper', Weeping Lilly Pilly